# ویرجین مدیا وان
ویرجین مدیا وان (انگلیسی: Virgin Media One) شرکت رسانه‌ای ایرلندی است، که در سال ۱۹۹۸ تأسیس شد.